# Arianne Forget
Arianne Forget (18 agosto 2003) è una sciatrice alpina canadese, vincitrice della Nor-Am Cup nel 2024.

## Biografia
Originaria di Prévost e attiva dal settembre del 2019, in Nor-Am Cup la Forget ha esordito il 13 dicembre 2021 a Panorama in supergigante, senza completare la prova, ha conquistato il primo podio il 14 febbraio 2022 a Whiteface Mountain in combinata (2ª) e la prima vittoria due giorni dopo nella medesima località in slalom speciale. Ha debuttato in Coppa del Mondo il 30 gennaio 2024 a Plan de Corones in slalom gigante, senza completare la gara e in quella stessa stagione 2023-2024 ha vinto la Nor-Am Cup; non ha preso parte a rassegne olimpiche o iridate.

## Palmarès

### Nor-Am Cup
- Vincitrice della Nor-Am Cup nel 2024
- Vincitrice della classifica di slalom gigante nel 2024
- 9 podi:
  - 4 vittorie
  - 4 secondi posti
  - 1 terzo posto

#### Nor-Am Cup - vittorie
| Data             | Località           | Paese       | Specialità |
| ---------------- | ------------------ | ----------- | ---------- |
| 16 febbraio 2022 | Whiteface Mountain | Stati Uniti | SL         |
| 3 gennaio 2024   | Stratton           | Stati Uniti | GS         |
| 25 febbraio 2024 | Devils Glen        | Canada      | SL         |
| 26 febbraio 2024 | Georgian Peaks     | Canada      | GS         |

Legenda:

GS = slalom gigante

SL = slalom speciale